# Pokal Slovenije 2004/05
Der Pokal Slovenije 2004/05 war die 14. Austragung des slowenischen Fußballpokalwettbewerbs der Herren. Pokalsieger wurde NK Publikum Celje, der sich im Finale gegen den ND Gorica durchsetzte. Titelverteidiger NK Maribor Piovarna Laško schied im Halbfinale gegen den späteren Sieger aus.
Durch den Sieg im Finale qualifizierte sich Celje für die 2. Qualifikationsrunde im UEFA-Pokal 2005/06.

## Teilnehmer
| Nogometna Liga 2003/04    |
| ------------------------- |
| ND Gorica                 |
| NK Olimpija Ljubljana     |
| NK Maribor Piovarna Laško |
| FC Koper                  |
| NK Mura                   |
| NK Primorje               |
| NK Domžale                |
| NK Šmartno ob Paki        |
| NK Publikum Celje         |
| NK Ljubljana              |
| NK Kumho Drava Ptuj       |
| NK Koroška Dravograd      |

| Sieger des Regionalpokals | Sieger des Regionalpokals                          |
| ------------------------- | -------------------------------------------------- |
| MNZ Celje                 | NK Rudar Velenje, NK Krško                         |
| MNZ Koper                 | NK Portorož Piran, MNK Izola                       |
| MNZG Kranj                | NK Triglav Kranj, NK Jesenice                      |
| MNZ Lendava               | NK Nafta Lendava, NK Hotiza                        |
| MNZ Ljubljana             | NK Svoboda Ljubljana, NK Factor Ljubljana, NK Krka |
| MNZ Maribor               | NK Železničar Maribor, NK Duplek, NK Paloma        |
| MNZ Murska Sobota         | NK Veržej, NK Tišina                               |
| MNZ Nova Gorica           | NK Tolmin, NK Brda                                 |
| MNZ Ptuj                  | NK Aluminij, NK Zavrč                              |

## Modus
In der ersten Runde spielten nur die Sieger des Regionalpokals gegeneinander. Die zwei schlechtesten Erstligisten traten in der zweiten Runde an, der Rest im Achtelfinale.
Das Halbfinale wurde in Hin- und Rückspiel ausgetragen. In allen anderen Runden wurde der Sieger in einem Spiel ermittelt. Stand es nach der regulären Spielzeit von 90 Minuten unentschieden, kam es zur Verlängerung von zweimal 15 Minuten und falls danach immer noch kein Sieger feststand zum Elfmeterschießen.

## 1. Runde
| Datum                 |                      | Ergebnis               |                       |
| --------------------- | -------------------- | ---------------------- | --------------------- |
| 04.08.2004, 17:00 Uhr | NK Duplek            | 1:8                    | NK Rudar Velenje      |
| 04.08.2004, 17:00 Uhr | NK Paloma            | 2:3                    | NK Zavrč              |
| 04.08.2004, 17:00 Uhr | NK Hotiza            | 0:4                    | NK Aluminij           |
| 04.08.2004, 17:00 Uhr | NK Veržej            | 0:2                    | NK Nafta Lendava      |
| 04.08.2004, 17:00 Uhr | NK Krka              | 1:2                    | NK Krško              |
| 04.08.2004, 17:00 Uhr | NK Tolmin            | 0:3                    | NK Factor Ljubljana   |
| 04.08.2004, 17:00 Uhr | NK Svoboda Ljubljana | 0:1                    | NK Triglav Kranj      |
| 04.08.2004, 17:00 Uhr | NK Brda              | 1:4 n. V.              | MNK Izola             |
| 07.08.2004, 17:00 Uhr | NK Tišina            | 3:3 n. V., (3:4 i. E.) | NK Železničar Maribor |
| 07.08.2004, 17:00 Uhr | NK Portorož Piran    | 3:3 n. V., (4:3 i. E.) | NK Jesenice           |

## 2. Runde
| Datum                 |                       | Ergebnis  |                      |
| --------------------- | --------------------- | --------- | -------------------- |
| 15.09.2004, 16:00 Uhr | NK Aluminij           | 5:1       | NK Krško             |
| 15.09.2004, 16:00 Uhr | NK Zavrč              | 2:1       | NK Rudar Velenje     |
| 15.09.2004, 16:00 Uhr | NK Železničar Maribor | 2:6 n. V. | NK Koroška Dravograd |
| 15.09.2004, 16:00 Uhr | NK Nafta Lendava      | 1:0       | NK Kumho Drava Ptuj  |
| 15.09.2004, 16:00 Uhr | MNK Izola             | 1:0       | NK Triglav Kranj     |
| 15.09.2004, 16:00 Uhr | NK Portorož Piran     | 0:3       | NK Factor Ljubljana  |

## Achtelfinale
| Datum                 |                       | Ergebnis  |                           |
| --------------------- | --------------------- | --------- | ------------------------- |
| 29.09.2004, 15:30 Uhr | NK Aluminij           | 1:2       | NK Nafta Lendava          |
| 29.09.2004, 15:30 Uhr | NK Domžale            | 2:1 n. V. | NK Ljubljana              |
| 29.09.2004, 15:30 Uhr | NK Koroška Dravograd  | 5:2 n. V. | NK Primorje               |
| 29.09.2004, 15:30 Uhr | NK Olimpija Ljubljana | 2:0       | NK Factor Ljubljana       |
| 29.09.2004, 15:30 Uhr | NK Mura               | 4:0       | NK Šmartno ob Paki        |
| 29.09.2004, 18:00 Uhr | NK Publikum Celje     | 2:0       | MNK Izola                 |
| 10.10.2004, 15:00 Uhr | FC Koper              | 1:2       | NK Maribor Piovarna Laško |
| 12.10.2004, 17:00 Uhr | ND Gorica             | 6:0       | NK Zavrč                  |

## Viertelfinale
| Datum                 |                           | Ergebnis               |                       |
| --------------------- | ------------------------- | ---------------------- | --------------------- |
| 27.10.2004, 14:30 Uhr | NK Domžale                | 2:4                    | ND Gorica             |
| 27.10.2004, 14:30 Uhr | NK Nafta Lendava          | 9:2                    | NK Koroška Dravograd  |
| 27.10.2004, 17:30 Uhr | NK Publikum Celje         | 1:1 n. V., (4:2 i. E.) | NK Olimpija Ljubljana |
| 27.10.2004, 18:00 Uhr | NK Maribor Piovarna Laško | 2:0                    | NK Mura               |

## Halbfinale
Die Hinspiele fanden am 20. April 2005 statt, die Rückspiele am 27. und 28. April 2005.
|                           | Gesamt |                   | Hinspiel | Rückspiel |
| ------------------------- | ------ | ----------------- | -------- | --------- |
| ND Gorica                 | 3:0    | NK Nafta Lendava  | 2:0      | 1:0       |
| NK Maribor Piovarna Laško | 3:4    | NK Publikum Celje | 2:1      | 1:3       |

## Finale
| Paarung           | NK Publikum Celje – ND Gorica |
| Ergebnis          | 1:0 (0:0) |
| Datum             | 17. Mai 2005 um 20:00 Uhr |
| Stadion           | Arena Petrol, Celje |
| Zuschauer         | 3.800 |
| Schiedsrichter    | Drago Kos |
| Tore              | 1:0 Vladislav Lungu (73., Eigentor) |
| NK Publikum Celje | Aleksander Šeliga – Marko Križnik, Almir Sulejmanović, Nejc Pečnik, Dare Vršič (79. Dejan Robnik) – Marijan Budimir (85. Primož Brumen), Sebastjan Cimirotič, Simon Sešlar , Dominik Beršnjak – Duško Stajič, Matej Šnofl (90. Oskar Drobne) Cheftrainer: Ivica Matković |
| ND Gorica         | Mitja Pirih – Aleš Puš, Miran Srebrnič , Nebojša Kovačević (46. Saša Ranič), Admir Kršić – Miran Burgić, Aleš Kokot, Vladislav Lungu, Marko Šuler – Andrej Komac (77. Mladen Kovačević), Valter Birsa (66. Simon Živec) Cheftrainer: Pavel Pinni                         |
| Gelbe Karten      | Marijan Budimir, Nejc Pečnik, Aleksander Šeliga – Miran Srebrnič, Aleš Puš |